# Enderlein-metoden
Enderlein-metoden är en alternativmedicinsk metod som syftar till att med framför allt särskilda preparat påverka kroppsvätskornas mikrobflora i gynnsam riktning.
Metoden som av anhängarna ibland även kallas immunbiologi, har sin upphovsman i den tyske mikrobiologen och professorn Günther Enderlein (1872-1968).  Han tyckte sig finna att blodet och de övriga kroppsvätskorna innehöll mikroorganismer, som han kallade för endobionter.  Dessa ansåg han ingick naturligt i livsprocessen. Vid miljöförändringar i kroppsvätskorna kunde de dock förändras i sina former och bli sjukdomsalstrande. Enderlein menade att mikroorganismerna kunde utvecklas till högre utvecklingsformer; ett virus kan till exempel utvecklas till en bakterie eller svamp.  Miljöförändringar som kan bidra till en sådan utveckling är en försämrad cirkulation och dålig syrgastillförsel, pH-förändringar, giftpåverkan och en alltför proteinrik kost (mikroberna utvecklas mot högre och mer parasitära former när de kan omvandla olika former av protein).
Enligt metoden konstateras förändringar av mikrobfloran genom mikroskopiska undersökningar av blodet. 
Enligt en nutida företrädare för Enderlein-metoden i Sverige, läkaren Erik Enby (som 2007 fick sin läkarlegitimation indragen av Hälso- och sjukvårdens ansvarsnämnd), använder man inom sjukvården mikroskoperingsmetoder som inte upptäcker mikroberna. Själv använder han mikroskop med mörkfält och interferenskontrast. Han menar också att det bara går att använda obehandlat, färskt blod.
Enligt Enderlein kunde mikroberna leva i harmoni med cellernas livsverksamhet, vilket han kallade symbios. Enderlein utvecklade särskilda preparat, som skulle påverka den sjukdomsalstrande mikrobfloran i gynnsam symbiotisk riktning. Förutom dessa preparat anses även färsk "levande föda", inandning av negativt joniserad syrgas (se Jonterapi) och motion samverka för att förhindra att mikrobfloran utvecklades mot former som bröt ner kroppen.
Det finns inga kliniska studier som tyder på att Enderleins teorier är riktiga eller att hans metoder är verksamma.